# آنا جورني
آنا جورني (بالإنجليزية: Anna Journey)‏ (1980)؛ كاتِبة وشاعرة أمريكية. درست في جامعة فرجينيا كومونولث.